# Associazione Calcio Udinese 1941-1942
Questa pagina raccoglie i dati riguardanti l'Associazione Calcio Udinese nelle competizioni ufficiali della stagione 1941-1942.

## Rosa
| N. |                   | Ruolo | Calciatore            |
| -- | ----------------- | ----- | --------------------- |
|    | Italia (bandiera) | A     | Dino Antonini         |
|    | Italia (bandiera) | C     | Marco Barbot          |
|    | Italia (bandiera) | A     | Antonio Bertoli       |
|    | Italia (bandiera) | A     | Guido Boldi           |
|    | Italia (bandiera) | C     | Ermilio Borsetti      |
|    | Italia (bandiera) | D     | Claudio Casadio       |
|    | Italia (bandiera) | D     | Giovanni Clocchiatti  |
|    | Italia (bandiera) | A     | Bruno Codeluppi       |
|    | Italia (bandiera) | D     | Stefanino De Stefano  |
|    | Italia (bandiera) | A     | Aleardo Del Cet       |
|    | Italia (bandiera) | C     | Riccardo Del Gronchio |
|    | Italia (bandiera) | A     | Walter Del Medico     |
|    | Italia (bandiera) | C     | Antonio Della Rosa    |

| N. |                   | Ruolo | Calciatore        |
| -- | ----------------- | ----- | ----------------- |
|    | Italia (bandiera) | C     | Athos Dianti      |
|    | Italia (bandiera) | A     | Walter D'Odorico  |
|    | Italia (bandiera) | A     | Giuseppe Donaer   |
|    | Italia (bandiera) | A     | Gino Dreossi      |
|    | Italia (bandiera) | D     | Severino Feruglio |
|    | Italia (bandiera) | C     | Attilio Gallo     |
|    | Italia (bandiera) | P     | Ramiro Gremese    |
|    | Italia (bandiera) | C     | Giuseppe Morello  |
|    | Italia (bandiera) | C     | Luigi Obuel       |
|    | Italia (bandiera) | A     | Ermenegildo Orzan |
|    | Italia (bandiera) | C     | Aldo Spivach      |
|    | Italia (bandiera) | P     | Giuseppe Tonello  |
|    | Italia (bandiera) | D     | Luigi Zorzi (I)   |

## Risultati

### Serie B

#### Girone di andata
| Arbitro: | Zavattaro (Casale Monferrato) |

|                                       |           |                |
| Rebuzzi 8’, 37’ Crola 50’ Pizzala 57’ | Marcatori | 52’, 64’ Boldi |

| Arbitro: | Poggipollini (Ferrara) |

|                                       |           |             |
| Del Medico 37’ Clocchiatti 59’ (rig.) | Marcatori | 63’ Bertoni |

| Reggio Emilia 9 novembre 1941 3ª giornata | Reggiana             | 0 – 0 referto | Udinese | Stadio Mirabello\| Arbitro: \| Francini (Viareggio) \| |
| Arbitro:                                  | Francini (Viareggio) |               |         |                                                        |

| Arbitro: | Venutti (Trieste) |

|               |           |  |
| Del Medico 3’ | Marcatori |  |

| Arbitro: | Tonnotti (Bari) |

|             |           |  |
| Paolini 34’ | Marcatori |  |

| Arbitro: | Mantovani (Ferrara) |

|           |           |  |
| Boldi 85’ | Marcatori |  |

| Arbitro: | Bianchi (Firenze) |

|                                            |           |                                      |
| Garbarino 13’ Rosso 33’ Stradella 48’, 76’ | Marcatori | 34’ D'Odorico 50’ (rig.) Clocchiatti |

| Arbitro: | Limido (Milano) |

|                                |           |  |
| Clocchiatti 55’ Della Rosa 79’ | Marcatori |  |

| Bari 21 dicembre 1941 9ª giornata                        | Bari      | 2 – 0 referto | Udinese | Stadio della Vittoria |
| \| \| \| \| \| Fabbri 16’ Orlandi 32’ \| Marcatori \| \| |           |               |         |                       |
|                                                          |           |               |         |                       |
| Fabbri 16’ Orlandi 32’                                   | Marcatori |               |         |                       |

| Arbitro: | Poggipollini (Ferrara) |

|            |           |  |
| Donaer 82’ | Marcatori |  |

| Vicenza 4 gennaio 1942 11ª giornata | Vicenza           | 0 – 0 referto | Udinese | Campo Sportivo del Littorio\| Arbitro: \| Zambotto (Padova) \| |
| Arbitro:                            | Zambotto (Padova) |               |         |                                                                |

| Arbitro: | Camiolo (Milano) |

|                         |           |              |
| D'Odorico 28’ Orzan 73’ | Marcatori | 83’ Costanzo |

| Udine 18 gennaio 1942 13ª giornata | Udinese | 0 – 0 referto | Fiumana | Stadio Moretti\| Arbitro: \| Ferrari \| |
| Arbitro:                           | Ferrari |               |         |                                         |

| Lucca 25 gennaio 1942 14ª giornata                                  | Lucchese  | 2 – 1 referto  | Udinese | Stadio Porta Elisa |
| \| \| \| \| \| Guerrieri 19’, 83’ \| Marcatori \| 63’ Del Medico \| |           |                |         |                    |
|                                                                     |           |                |         |                    |
| Guerrieri 19’, 83’                                                  | Marcatori | 63’ Del Medico |         |                    |

| Arbitro: | Zilli (Reggio Emilia) |

|                                    |           |              |
| Bonati 23’ (aut.) Galli 80’ (aut.) | Marcatori | 53’ Versaldi |

| Arbitro: | Zilli (Reggio Emilia) |

|                             |           |  |
| Becagli 2’ Gambini 29’, 82’ | Marcatori |  |

| Arbitro: | Bianchi (Firenze) |

|                |           |                                             |
| Del Medico 32’ | Marcatori | 6’, 68’ Ganelli 44’ Martelli 78’ Morselli ? |

#### Girone di ritorno
| Arbitro: | Venutti (Trieste) |

|                |           |  |
| Del Medico 66’ | Marcatori |  |

| Arbitro: | Viarengo (Asti) |

|                       |           |                |
| De Benedetti 75’, 87’ | Marcatori | 39’ Del Medico |

| Udine 15 marzo 1942 20ª giornata | Udinese                   | 0 – 0 referto | Reggiana | Stadio Moretti\| Arbitro: \| Rosso (Casale Monferrato) \| |
| Arbitro:                         | Rosso (Casale Monferrato) |               |          |                                                           |

| Arbitro: | Martelli (Livorno) |

|                      |           |                |
| Arezzi 54’ Rocco 55’ | Marcatori | 19’ Del Medico |

| Arbitro: | Donati (Milano) |

|                        |           |                                |
| Clocchiatti 50’ (rig.) | Marcatori | 49’ De Angelis 63’ Lanciaprima |

| Busto Arsizio 26 aprile 1942 23ª giornata | Pro Patria            | 0 – 0 referto | Udinese | Stadio Bruno Mussolini\| Arbitro: \| Zilli (Reggio Emilia) \| |
| Arbitro:                                  | Zilli (Reggio Emilia) |               |         |                                                               |

| Udine 3 maggio 1942 24ª giornata | Udinese          | 0 – 0 referto | Alessandria | Stadio Moretti\| Arbitro: \| Magnoni (Milano) \| |
| Arbitro:                         | Magnoni (Milano) |               |             |                                                  |

| Arbitro: | Zavattaro (Casale Monferrato) |

|           |           |  |
| Zanni 87’ | Marcatori |  |

| Arbitro: | Galeati (Bologna) |

|                           |           |                   |
| Antonini 4’ D'Odorico 76’ | Marcatori | 58’ (aut.) Barbot |

| Arbitro: | Dellarole (Vercelli) |

|            |           |                                                   |
| Raccis 33’ | Marcatori | 17’ Morello 41’ Del Medico 58’ Antonini 68’ Orzan |

| Arbitro: | Bernardi (Bologna) |

|                                     |           |                      |
| Obuel 39’ Orzan 75’ Clocchiatti 89’ | Marcatori | 33’ (rig.) Marchetti |

| Arbitro: | Bertoni |

|                                       |           |             |
| Castigliano 6’, 27’, 56’ Scarpato 54’ | Marcatori | 37’ Morello |

| Arbitro: | Vannini (Bologna) |

|                                  |           |             |
| Poggi 20’ Oliviero 33’, 42’, 50’ | Marcatori | 48’ Bertoli |

| Arbitro: | Donati (Milano) |

|                                      |           |  |
| Morello 44’ Obuel 56’, 58’ Orzan 88’ | Marcatori |  |

| Arbitro: | Sorbi |

|  |           |                       |
|  | Marcatori | 48’ Orzan 53’ Morelli |

| Arbitro: | Ferrari |

|                                 |           |  |
| Orzan 19’, 36’, 38’ Bertoli 77’ | Marcatori |  |

| Arbitro: | Silvano (Torino) |

|  |           |          |
|  | Marcatori | 8’ Orzan |

### Coppa Italia
| Arbitro: | Bernardi (Savona) |

|  |           |             |
|  | Marcatori | 35’ Turconi |

## Statistiche

### Statistiche di squadra
| Competizione | Punti | In casa | In casa | In casa | In casa | In casa | In casa | In trasferta | In trasferta | In trasferta | In trasferta | In trasferta | In trasferta | Totale | Totale | Totale | Totale | Totale | Totale | DR |
| Competizione | Punti | G       | V       | N       | P       | Gf      | Gs      | G            | V            | N            | P            | Gf           | Gs           | G      | V      | N      | P      | Gf     | Gs     | DR |
| ------------ | ----- | ------- | ------- | ------- | ------- | ------- | ------- | ------------ | ------------ | ------------ | ------------ | ------------ | ------------ | ------ | ------ | ------ | ------ | ------ | ------ | -- |
| Serie B      | 36    | 17      | 12      | 3       | 2       | 27      | 12      | 17           | 3            | 3            | 11           | 16           | 30           | 34     | 15     | 6      | 13     | 43     | 42     | +1 |
| Coppa Italia |       | 1       | 0       | 0       | 1       | 0       | 1       | -            | -            | -            | -            | -            | -            | 1      | 0      | 0      | 1      | 0      | 1      | -1 |
| Totale       |       | 18      | 12      | 3       | 3       | 27      | 13      | 17           | 3            | 3            | 11           | 16           | 30           | 35     | 15     | 6      | 14     | 43     | 43     | 0  |

### Statistiche dei giocatori
| Giocatore       | Serie B  | Serie B | Coppa Italia | Coppa Italia | Totale   | Totale |
| Giocatore       | Presenze | Reti    | Presenze     | Reti         | Presenze | Reti   |
| --------------- | -------- | ------- | ------------ | ------------ | -------- | ------ |
| D. Antonini     | ?        | ?       | -            | -            | 0+       | 0+     |
| M. Barbot       | ?        | ?       | 1            | 0            | 1+       | 0+     |
| A. Bertoli      | ?        | ?       | 1            | 0            | 1+       | 0+     |
| G. Boldi        | ?        | ?       | 1            | 0            | 1+       | 0+     |
| E. Borsetti     | ?        | ?       | -            | -            | 0+       | 0+     |
| C. Casadio      | ?        | ?       | -            | -            | 0+       | 0+     |
| G. Clocchiatti  | ?        | ?       | 1            | 0            | 1+       | 0+     |
| B. Codeluppi    | ?        | ?       | -            | -            | 0+       | 0+     |
| S. De Stefano   | ?        | ?       | -            | -            | 0+       | 0+     |
| A. De Cet       | ?        | ?       | -            | -            | 0+       | 0+     |
| R. Del Gronchio | ?        | ?       | -            | -            | 0+       | 0+     |
| W. Del Medico   | ?        | ?       | 1            | 0            | 1+       | 0+     |
| A. Della Rosa   | ?        | ?       | -            | -            | 0+       | 0+     |
| A. Dianti       | ?        | ?       | 1            | 0            | 1+       | 0+     |
| W. D'Odorico    | ?        | ?       | -            | -            | 0+       | 0+     |
| G. Donaer       | ?        | ?       | -            | -            | 0+       | 0+     |
| G. Dreossi      | ?        | ?       | -            | -            | 0+       | 0+     |
| S. Feruglio     | ?        | ?       | -            | -            | 0+       | 0+     |
| A. Gallo        | ?        | ?       | 1            | 0            | 1+       | 0+     |
| R. Gremese      | ?        | ?       | 1            | -1           | 1+       | -1+    |
| G. Morello      | ?        | ?       | -            | -            | 0+       | 0+     |
| L. Obuel        | ?        | ?       | -            | -            | 0+       | 0+     |
| E. Orzan        | ?        | ?       | 1            | 0            | 1+       | 0+     |
| A. Spivach      | ?        | ?       | 1            | 0            | 1+       | 0+     |
| G. Tonello      | ?        | ?       | -            | -            | 0+       | 0+     |
| L. Zorzi        | ?        | ?       | 1            | 0            | 1+       | 0+     |